# Marcel-Dumitru Ciucă
Marcel-Dumitru Ciucă (n. 3 august 1943) este un istoric, scriitor și paleograf român, fost profesor și director în cadrul Universității din București, un specialist în păstrarea, organizarea și studierea arhivelor ca director al Arhivelor Naționale din București în perioada 1990-2010. De-a lungul carierei sale a ținut cursuri și seminarii de paleografia româno-chirilică și de științele auxiliare ale istoriei. A fost coordonator al lucrărilor de doctorat care aveau ca tematică istoria medie a României. La Arhivele Naționale a coordonat activitatea de inventariere, organizare și de folosire a documentelor aflate în depozitele naționale și a asigurat asistența de specialitate instituțiilor creatoare de arhive.
Competențele sale profesionale acoperă o largă paletă științifică, pornind de la istoria medie a României, paleografie slavă, paleografie româno-chirilică, arhivistică, sigilografie, cronologie și diplomație. S-a format în cadrul Facultății de istorie a Universității din București unde și-a luat și doctoratul.

## Lucrări publicate
Articole
- 1969 -- Un perilipsis al bâlciurilor și târgurilor din Țara Românească (1828), în „Revista Arhivelor”, XII, nr. 2, 1969, p. 271-280.
- 1970 -- Colecția Gh. Nicolăiasa, în „Revista Arhivelor”, XLVII, vol. XXXII, nr. 1, 1970, p. 165-190 (în colaborare cu Doina Tinculescu).
- 1970 -- Kogălniceanu către Alecsandri: „Iubește-ți și servește-ți patria”, în „Magazin istoric”, IV, nr. 6 (iunie), 1970, p. 7-9.
- 1971 -- Trei documente bilingve româno–turcești, în „Revista de referate și recenzii. Istorie–Arheologie”, III, 1971, p. 369-380.
- 1971 -- Îndrumător în Arhivele Centrale, vol. I, partea I, Direcția Generală a Arhivelor Statului, București, 1971, 520 p. (în colaborare cu Maria Soveja, Iulia Gheorghian).
- 1972 -- Îndrumător în Arhivele Centrale, vol. I, partea I, ediția a II-a, Direcția Generală a Arhivelor Statului, București, 1972, 520 p. (în colaborare cu Maria Soveja, Iulia Gheorghian).
- 1972 -- Arzuri ale Moldovei către Poartă în secolul al XVIII-lea, în „Cercetări istorice”, s. n., III, 1972, p. 339-352, (în colaborare cu Tudor Mateescu).
- 1974 -- Oștile lui Ștefan cel Mare în Maramureșul străbunilor săi, în „În slujba patriei”, XXVI, nr. 45 (1300), 1974, p. 11.
- 1975 -- Catalogul documentelor moldovenești din Direcția Arhivelor Centrale. Supliment,  vol.  I  (1403–1700), Direcția Generală a Arhivelor Statului, București, 1975, 491 p. (în colaborare cu Maria Soveja, Mihai Regleanu, Doina Tinculescu, Gabriela Birceanu).
- 1976 -- Colecția Achiziții Noi. Tabel de corespondența cotelor, situația numerică și cronologică pe pachete, în „Revista Arhivelor”, LIII, nr. 1, 1976, p. 55-71; nr.2, 1976, p. 206-236; nr. 3, 1976, p. 337-350.
- 1978 -- Arhivele existente în depozitele Arhivelor Statului și la alți deținători, în „Revista Arhivelor”, LV, vol. XL, nr. 4, 1978, p. 429-443. Catalogul documentelor Țării Românești din Arhivele Statului,  vol.  III,  (1621–1632), Direcția Generală a Arhivelor Statului, București, 1978, 904 p. (în colaborare cu Doina Duca–Tinculescu).
- 1978 -- Din relațiile Moldovei cu Imperiul Otoman în timpul domniei lui Bogdan al  III-lea, în „Revista de istorie”, 31, nr. 7, 1978, p. 1253-1263.
- 1978 -- Registrul de intrare a soldaților români răniți și a răniților prizonieri turci în secția a II-a chirurgicală a Spitalului Militar Central de la Turnu Măgurele (8/10 oct. 1877–4 apr. 1878), în „Anuarul Institutului de Istorie și Arheologie «A. D. Xenopol» din Iași”, XV, 1978, p. 493-523.
- 1979 -- Documente de la Athos privitoare la mănăstirea Jitianul (Dolj). 1654–1813, în „Revista Arhivelor”, LVI, vol. XLII, nr. 2, 1979, p. 191-200 (în colaborare cu Dan Livezeanu).
- 1979 -- Ordonarea și inventarierea documentelor aflate în depozitele Arhivelor Statului, în „Revista Arhivelor”, LVI, vol. XLI, nr. 3, 1979, p. 284-302.
- 1980 -- Adevărata identitate a lui Zilot Românul. Confirmarea unei ipoteze de acum 100 ani, în „Manuscriptum”, XI, nr. 3, 1980, p. 167-173.
- 1981 -- Cine a fost Zilot Românul?, în „Magazin istoric”, XV, nr. 6 (iunie), 1981, p. 42-44.
- 1982 -- Catalogul documentelor Țării Românești din Arhivele Statului,  vol.  IV,  (1633–1639), Direcția Generală a Arhivelor  Statului, București, 1982, 909 p. (în colaborare cu Doina Duca–Tinculescu, Silvia Vătafu–Găitan).
- 1982 -- Divanele lui Matei Basarab. I (1632–1645), în „Revista Arhivelor”, LIX, vol. XLIV, nr. 3, 1982, p. 317-328.
- 1982 -- Hrisoave muntenești inedite (1561–1582), în „Revista Arhivelor”, LIX, vol. XLIV, nr. 2, 1982, p. 154-165 (în colaborare cu Veronica Vasilescu).
- 1982 -- O inițiativă necunoscută a domnitorului Cuza: cinstirea lui Mihai Viteazul, în „Magazin istoric”, XVI, nr. 6, 1982, p. 41-42.
- 1985 -- Arhiva generală a Țării Românești, în „Revista Arhivelor”, LXII, vol. XLVII, nr. 2, 1985, p. 213-222 (în colaborare cu Tudor Mateescu).
- 1985 -- Catalogul documentelor Țării Românești din Arhivele Statului,  vol.  V,  (1640–1644), Direcția Generală a Arhivelor Statului, București, 1985, 868 p. (în colaborare cu Doina Duca–Tinculescu, Silvia Vătafu–Găitan).
- 1985 -- Mănăstirile din Țara Românească și Moldova ca locuri de depunere a documentelor, în „Mitropolia Olteniei”, XXXVII, nr. 5–6, 1985, p. 445-452(în colaborare cu Tudor Mateescu).
- 1986 -- Constantin Hurmuzachi. Un călător în anul 1764. De la Țarigrad la insula Chios, în „Manuscriptum”, XVII, nr. 4, 1986, p. 66-76.
- 1986 -- Un falsificator de documente și hrisoavele false ale orașelor Târgoviște și Pitești, în „Revista Arhivelor”, LXIII, vol. XLVIII, nr. 4, 1986, p. 449-464.
- 1987 -- Izvoare narative interne privind Revoluția de la 1821 condusă de Tudor Vladimirescu, Editura Scrisul Românesc, Craiova, 1987, 218 p. (în colaborare cu Gh. D. Iscru, Natalia Trandafirescu, Ilie Cristian).
- 1989 -- Elena Ghica – interpretă în prima piesă de teatru jucată în limba română (1816), în „Revista Arhivelor”, LXVI, vol. LI, nr. 3, 1989, p. 282-285.
- 1990 -- „Iscodiri” științifice la 1836. Plug care umblă cu aburi, în „Mărturii. Revistă de istorie și cultură”, nr. 1, 1990, p. 11.
- 1991 -- 1946–1954. Mari procese politice în România. Ultimele zile ale mareșalului Antonescu, în „Magazin istoric”, XXV, nr. 6 (iunie), 1991, p. 49-56 (încolaborare cu Gheorghe David).
- 1991 -- Adulter în stil fanariot, în „Magazin istoric”, XXV, nr. 12 (decembrie), 1991, p. 86-87.
- 1991 -- Arhivele Statului din România la 160 de ani de la întemeiere, în „Revista Arhivelor”, LXVIII, nr. 2, 1991, p. 180-187.
- 1991 -- Logofeția Pricinilor Străine din Țara Românească, în „Revista Arhivelor”, LXVIII, nr. 3, 1991, p. 367-379.
- 1991 -- Un falsificator de documente la începutul veacului trecut, în „Magazin istoric”, XXV, nr. 3, 1991, p. 77-79.
- 1992 -- O stenogramă necunoscută. Iuliu  Maniu – vmartor în procesul Mareșalului Ion Antonescu, în „Magazin istoric”, XXVI, nr. 2, 1992, p. 28-32; nr. 3, 1992, p. 33-36 (în colaborare cu Gheorghe David).
- 1993 -- Catalogul documentelor Țării Românești din Arhivele Statului,  vol.  VI,  (1645–1649), Direcția Generală a Arhivelor Statului, București, 1993, 814 p. (în colaborare cu Silvia Vătafu–Găitan).
- 1994 -- Dr. Ioan Rațiu și Emilia Rațiu. Corespondență. Scrisori  primite,  vol.  I,  (1866–1895), Editura Progresul Românesc, București, 1994, XXIV+430 p. (în colaborare cu Elena Teodora Ciucă).
- 1995 -- Carol  al  II-lea. Între datorie și pasiune. Însemnări zilnice,  vol.  I,  (1904–1939), Editura Silex, București, 1995, XI+532 p. (în colaborare cu Narcis Dorin Ion).
- 1995 -- Procesul Mareșalului Antonescu. Documente,  vol.  I–II, București, Editura Saeculum I. O. – Editura Europa Nova, București, 1995, 414+480 p.
- 1995 -- Reconstituirea  hrisovului  solemn  al  lui Matei  Basarab, din  28  februarie  1645, dat mănăstirii Sf. Ecaterina  de  la  Muntele Sinai, în „Arhiva Românească”, I, fasc. 1, 1995, p. 159-173.
- 1996 -- Carol al II-lea. Între datorie și pasiune. Însemnări zilnice, vol. II, (1939–1940), Editura Șansa, București, 1996, VI+452 p.; vol. III, (1941–1942), Editura Satya Sai, București, 1996, VIII+536 p. (în colaborare cu Narcis Dorin Ion).
- 1996 -- Procesul Mareșalului Antonescu. Documente, vol. II, ediție prefațată și îngrijită de Marcel–Dumitru Ciucă, Editura Saeculum I. O.–Editura Europa Nova, București, 1996, 480 p.
- 1996 -- Zilot Românul (Ștefan Fănuță). Opere complete, Editura Minerva, București, 1996, XCIX+432 p. + 6 facsimile.
- 1997 -- Publicații arhivistice. Catalog (1860–1997), Arhivele Naționale, București, 1997, 40 p.
- 1997 -- Stenogramele ședințelor Consiliului de Miniștri. Guvernarea  Ion  Antonescu,  vol.  I,  (sept.–dec. 1940), Arhivele Naționale, București, 1997, LII+736 p. (în colaborare cu Aurelian Teodorescu, Bogdan Florin Popovici).
- 1997 -- Și totuși: „Revista Arhivelor”, în „Revista Arhivelor”, LXXIV, vol. LIX, nr. 1, 1997, p. 11-12.
- 1998 -- „Am constituit un sistem de dictatură în Țara Românească, trebuie să ne folosim de toate avantajele pe care acest sistem ni le oferă”, în „Dosarele istoriei”, III, nr. 11 (27), 1998, p. 59-65.
- 1998 -- Cronologie a evenimentelor interne, 1938–1940, în „Dosarele istoriei”, III, nr. 2, 1998, p. 23-27.
- 1998 -- Destăinuiri sub anchetă. Ion Antonescu între țară, rege și Legiune. Horia Sima: „Am eu fason să iau conducerea Statului?”, în „Magazin istoric”, XXXII, nr. 2, 1998, p. 25-30.
- 1998 -- Destăinuiri sub anchetă. În anticamera dictaturii regale, în „Magazin istoric”, XXXII, nr. 1, 1998, p. 12-15, 29.
- 1998 -- Destăinuiri sub anchetă. „Să nu ne apuce dimineața cu Maiestatea Ta pe tron”, în „Magazin istoric”, nr. 4, 1998, p. 19-23.
- 1998 -- Din însemnările zilnice ale lui Carol al II-lea. „Groza s-a aruncat, cu trup și suflet, în brațele U.R.S.S.”, în „Dosarele istoriei”, III, nr. 2, 1998, p. 23-27.
- 1998 -- Ficțiune și realitate istorică. Boala mareșalului Ion Antonescu, în „Dosarele istoriei”, III, nr. 4, 1998, p. 20-21.
- 1998 -- În umbra Mareșalului. Maria Antonescu, în „Dosarele istoriei”, III, nr. 9, 1998, p. 23-27.
- 1998 -- Mărturii sub anchetă. În umbra soțului. Interogatorii luate Mariei Antonescu de Avram Bunaciu, în „Magazin istoric”, XXXII, nr. 3, 1998, p. 59-63.
- 1998 -- Procesul Mareșalului Antonescu. Documente, vol. III, Editura Saeculum I. O., București, 1998, 614 p.
- 1998 -- Stenogramele ședințelor Consiliului de Miniștri. Guvernarea  Ion  Antonescu,  vol.  II,  (ian.–mart. 1941), Arhivele Naționale, București, 1998, XXXIV + 812 p. (în colaborare cu Aurelian Teodorescu, Bogdan Florin Popovici).
- 1999 -- Catalogul documentelor Țării Românești din Arhivele Statului,  vol.  VII,  (1650–1653), Arhivele Naționale, București, 1999, 550 p. (în colaborare cu Silvia Vătafu–Găitan, Melentina Bâzgan).
- 1999 -- Stenogramele ședințelor Consiliului de Miniștri. Guvernarea  Ion  Antonescu,  vol.  III,  (apr.–iun. 1941), Arhivele Naționale, București, 1999, LXXIV + 672 p. (în colaborare cu Aurelian Teodorescu, Maria Ignat).
- 2000 -- Carol al II-lea. Între datorie și pasiune. Însemnări zilnice, vol. IV, (1943–1945), Editura Curtea Veche, București, 2000, 454 p. (în colaborare cu Narcis Dorin Ion).
- 2000 -- Carol al II-lea și pâinea amară a exilului, în „Dosarele istoriei”, V, nr. 5 (45), 2000, p. 61-63.
- 2000 -- Dimitrie Papazoglu, Istoria fondărei orașului București, ediție îngrijită, cuvânt introductiv, note și indici de Marcel–Dumitru Ciucă, Editura Minerva, București, 2000, XII + 350 p.
- 2000 -- Stenogramele ședințelor Consiliului de Miniștri. Guvernarea  Ion  Antonescu,  vol.  IV,  (iul.–sept. 1941), Arhivele Naționale, București, 2000, XXVI + 848 p. (în colaborare cu Maria Ignat).
- 2001 -- Arhivele Naționale – 170 de ani, în „Pentru Patrie”, nr. 5, 2001, p. 29.
- 2001 -- Carol al II-lea. Între datorie și pasiune. Însemnări zilnice, vol. V, (1946–1948), Editura Curtea Veche, București, 2001, 362 p. (în colaborare cu Narcis Dorin Ion).
- 2001 -- Mihai Eminescu în documente de arhivă. Catalog, Arhivele Naționale, București, 2001, 206 p., coord.: Marcel–Dumitru Ciucă; întocmit de Anuța Bichir, M.–D. Ciucă, Natașa Popovici; au colaborat: Nicolae Dumitrașcu, Stela Giosan, Maricica Ifrim, Maria Ignat, El. Istrățescu, Filofteia Rînziș, Editura Ministerului de Interne, București, 2001, 206 p.
- 2001 -- Procesul lui Iuliu Maniu. Documentele procesului conducătorului Partidului Național Țărănesc, vol. I, Ancheta, 560 p; vol. II, part. I–II, Procesul, 384 + 369 p.; vol. III, Sentința, 464 p., ediție și studiu introductiv, Editura Saeculum I. O., București, 2001.
- 2001 -- Stenogramele ședințelor Consiliului de Miniștri. Guvernarea Ion Antonescu, vol. V, (oct. 1941–ian. 1942), Arhivele Naționale, București, 2001, XXII + 770 p. (în colaborare cu Maria Ignat).
- 2002 -- Carol al II-lea. Între datorie și pasiune. Însemnări zilnice, vol. VI, (1949–1951), Editura Curtea Veche, București, 2002, 398 p. (în colaborare cu Narcis Dorin Ion).
- 2002 -- Carol al II-lea. „Născut român”, în „Radio România”, nr. 296 (30 sept. –6 oct.), 2002, p. 13.Colecția Achiziții Noi. Indice  cronologic  nr. 25,  vol.  I,  (sf. sec. XIII–1685), Arhivele Naționale, București, 2002, VII+312 p. (în colaborare cu Silvia Vătafu–Găitan).
- 2002 -- Documente Mihai Eminescu. Profesor la Școala comercială din Iași (1884–1885), în „Semnele timpului”, nr. 3–5, 2002, p. I-XXX.
- 2002 -- Filmul unei execuții. Ultimele zile ale ultimului mareșal, în „Historia”, 1, nr. 3 (ianuarie), 2002, p. 93. *2002 *2002-- Stenogramele ședințelor Consiliului de Miniștri. Guvernarea  Ion  Antonescu,  vol.  VI,  (febr.–apr. 1942), Arhivele Naționale, București, 2002, XVI+600 p. (în colaborare cu Maria Ignat).
- 2003 -- Carol  al  II-lea. Între datorie și pasiune. Însemnări zilnice,  vol.  I,  (1904–1939), ediția a II-a revăzută și completată, Editura Curtea Veche, București, 2003, 543 p. (în colaborare cu Narcis Dorin Ion).
- 2003 -- Dr. Ioan Rațiu și Emilia Rațiu. Corespondență. Scrisori  primite,  vol.  II,  (1896–1919), Trustul de Presă Printing & Publishing, București, 2003, 420 p.
- 2003 -- Operațiunea Autonomus. Dosarul parașutiștilor englezi capturați în noaptea de 21/22 decembrie 1943, în Omagiu istoricului Stelian  Neagoe. Istorie și politică, vol. editat de Cristina Arvatu, Editura Institutului de Științe Politice și Relații Internaționale, București, 2003, p. 136-167.
- 2003 -- Stenogramele ședințelor Consiliului de Miniștri. Guvernarea  Ion  Antonescu,  vol.  VII,  (mai–iul. 1942), Arhivele Naționale, București, 2003, XXIII+688 p. (în colaborare cu Maria Ignat).
- 2003 -- Un concept de carte domnească de liberă trecere – din 1659 (7167) iulie 13 – a unui sol al lui Mihnea al III-lea, în „Revista Arhivelor”, LXXX, vol. LXV, nr.1–2, 2003, p. 77-82.
- 2004 -- 31 octombrie. Ziua Arhivelor. Racordarea activității arhivistice la cerințele europene, în „Pentru Patrie”, nr. 10, 2004, p. 6-7.
- 2004 -- Stenogramele ședințelor Consiliului de Miniștri. Guvernarea  Ion  Antonescu,  vol.  VIII,  (aug.–dec. 1942), Arhivele Naționale, București, 2004, XXIII + 642 p. (în colaborare cu Maria Ignat).
- 2004 -- Ștefan cel Mare –500. Album  de  documente,  cu Argumente de  Corneliu–Mihail  Lungu;  coord.:  Marcel–Dumitru Ciucă; autori: Silvia Vătafu–Găitan, Mirela Comănescu, Arhivele Naționale, București, 2004, 174 p.
- 2005 -- Dimitrie  Papazoglu, Istoria fondărei orașului București. Capitala  Regatului Român, ediția a II-a, ediție îngrijită, cuvânt introductiv, note și indici de Marcel–Dumitru Ciucă, Editura Curtea Veche, București, 2005, 424 p.
- 2006 -- Catalogul documentelor Țării Românești din Arhivele Statului,  vol.  VIII,  (1654–1656), Arhivele Naționale, București, 2006, 856 p. (în colaborare cu Silvia Vătafu–Găitan, Dragoș Șesan, Mirela Comănescu).
- 2006 -- Din patrimonial Arhivelor Naționale. Album  de  documente,  cu Argument de  Corneliu–Mihail  Lungu; Introducere și coord.: Marcel–Dumitru Ciucă, Arhivele Naționale, București, 2006, XI + 235 f. il.
- 2006 -- Documenta  Romaniae  Historica, B. Țara Românească,  vol.  XXXVI,  (1651), Editura Academiei Române, București, 2006, LXI+406 p. (în colaborare cu Oana Rizescu).
- 2006 -- Stenogramele ședințelor Consiliului de Miniștri. Guvernarea  Ion  Antonescu,  vol.  IX,  (febr.–dec. 1943), Arhivele Naționale, București, 2006, XXVI+848 p. (în colaborare cu Maria Ignat).
- 2007 -- Stenogramele ședințelor Consiliului de Miniștri. Guvernarea  Ion  Antonescu,  vol.  X,  (ian.–apr. 1944), Arhivele Naționale, București, 2007, XXVII+574 p. (în colaborare cu Maria Ignat).
- 2008 -- Colecția Achiziții Noi. Indice  cronologic  nr. 25,  vol.  II,  (1686–1760), Arhivele Naționale, București, 2008, X+383 p.+2 fig. (în colaborare cu Silvia Vătafu–Găitan, Mirela Comănescu, Laura Niculescu).
- 2008 -- Stenogramele ședințelor Consiliului de Miniștri. Guvernarea  Ion  Antonescu,  vol.  XI,  (mai–aug. 1944), Arhivele Naționale, București, 2008, XXXVII+535 p. (în colaborare cu Maria Ignat).
- 2008 -- Științele auxiliare ale istoriei, București, Editura Universității București, 2008, 175 p.2009
- 2008 -- Comuna  Tunari, județul Ilfov. Cercetări istorice și arheologice, secolele  XVI–XIX, Editura AGIR, București, 2009, 443 p.+1 plan+18 planșe+23 fig.+3 anexe (în colaborare cu Gheorghe Mănucu–Adameșteanu, Tereza Sinigalia, Steluța Pârâu, Ingrid Poll, Venera Rădulescu, Ana–Maria Velter, Aurel Vâlcu).
- 2008 -- Documenta  Romaniae  Historica, B. Țara Românească,  vol.  XXXVIII,  (1653), Editura Academiei Române, București, 2009, LVI+365 p. (în colaborare cu Oana Rizescu, Florina Manuela Constantin, Andreea Iancu).
- 2010 -- Tezaurul  de  la  Pietroasa. Dosarul descoperirii și al destinului său ulterior (1838–1956), Editura Saeculum I. O., București, 2010, 446 p.+8 il.
- 2011 -- Stenogramele ședințelor Consiliului de Miniștri. Guvernarea Constantin Sănătescu, vol. I,  (august–noiembrie 1944), Editura Saeculum I. O.,București, 2011, 399 p.
- 2012 -- Stenogramele ședințelor Consiliului de Miniștri. Guvernarea Constantin Sănătescu,  vol.  II,  (20  octombrie–29  noiembrie 1944), Editura Saeculum I. O., București, 2012, 367 p.
- 2012 -- Științele auxiliare ale istoriei, ediția a II-a, București, Editura Saeculum I. O., 2012, 240 p.+14 planșe.
- 2013 -- Satele și populația Țării Românești, conform  catagrafiei  din  anul  1838, în Argeșul și Țara Românească între medieval și modern. Studii de istorie și arheologie.
- 2013 -- Prinos lui Spiridon Cristocea la 70 de ani, vol. editat de Dragoș Măndescu, Marius Păduraru, Ionel Dobre, Editura Istros, Brăila–Pitești, 2013, p. 451-534.
- 2014 -- Stenogramele ședințelor Consiliului de Miniștri. Guvernarea Dr. Petru Groza. Instaurarea  regimului  pro-comunist,  vol.  I  (7 martie –27 iulie 1945), ediție de documente întocmită de Marcel-Dumitru Ciucă, Pitești, Editura Ordessos, 2014, 500 p.
- 2015 -- Stenogramele ședințelor Consiliului de Miniștri. Guvernarea Dr. Petru Groza. Instaurarea  regimului  pro-comunist,  vol.  II (7 martie –27 iulie 1945), ediție de documente întocmită de Marcel-Dumitru Ciucă, Pitești, Editura Ordessos, 2015, 568p